# Бернерей
Бернерей (англ. Berneray) или Барра-Хед (англ. Barra Head) — остров в группе островов Барра, архипелаг Внешние Гебридские острова, северо-западная Шотландия. Это самый южный из Внешних Гебридских островов.

## География
Бернерей находится к западу от Гебридского моря и к югу от Мингалея через пролив Бернрей, который имеет сильное приливное течение. Остров имеет клиновидную форму. Длина Бернерая составляет 3 км, ширина — 1,3 км. Площадь острова составляет 204 гектара (2.04 км2). Высшая точка достигает высоты 193 метра.

Х. Дж. Элвес, посетивший остров в 1868 году, писал:
Это было величайшее зрелище, которое я когда-либо испытывал, — выглянуть из маяка в очень ненастный день и увидеть себя, так сказать, висящего над океаном, окруженного с трех сторон ужасной пропастью, воздух в которой переполнен птицами, что создавало впечатление сильной снежной бури. Крики этих птиц, смешанные с ревом океана и воем огромных порывов ветра, поднимающегося снизу, словно его проталкивали через дымовую трубу, делали разговор человека почти неслышным. 

## История
Бернерей был населён с доисторических времён до 20 века. Историческая Шотландия определила восемьдесят три археологических памятника на острове, большинство из которых относятся к предсредневековому периоду.
В 18 веке население острова было более 50 человек, поселения были сосредоточены вокруг северо-восточного побережья. Перепись 1841 года зафиксировала численность населения 30 человек, в 1881 году число жителей увеличилось до 56, а затем снова снизилось до 36 в девяти домах к 1891 году. В течение 19 века постоянно на острове проживало около 20 человек.

## Население
В настоящее время остров является необитаемым.
| Год  | Число постоянных жителей |
| 1764 | 20                       |
| 1794 |                          |
| 1841 | 21                       |
| 1851 | 28                       |
| 1861 | 20                       |
| 1871 | 20                       |
| 1881 | 21                       |
| 1891 | 17                       |
| 1911 | 0                        |

## Галерея

Остров Бернерей
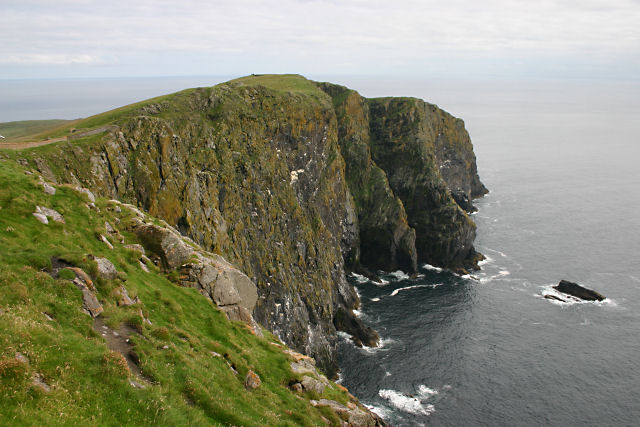
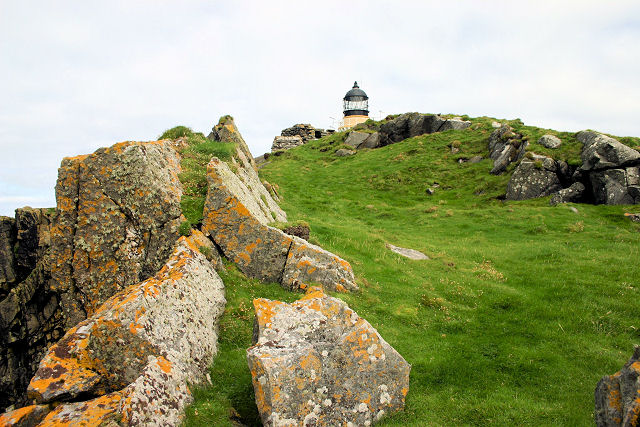
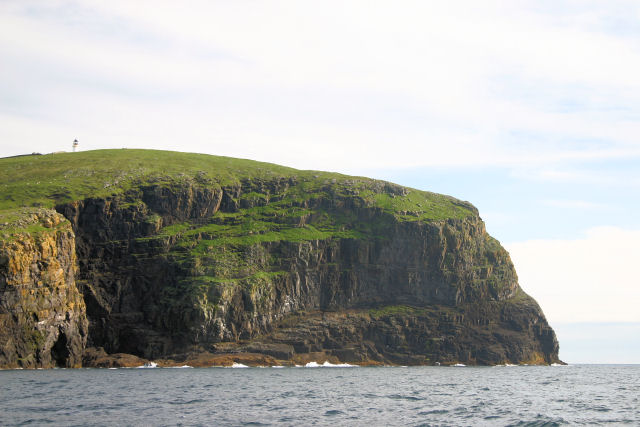